# Солдатик (новела)
«Солда́тик» (фр. Petit Soldat) — новела французького письменника Гі де Мопассана, видана в 1885 році. Сюжет твору розповідає про любовний трикутник і загибель одного з його учасників через нещасний випадок.

## Історія
Вперше ця новела побачила світ у газеті «Le Figaro» 13 квітня 1885 року. Наступного року Гі де Мопассан включив її до збірки «Туан». Український переклад твору належить перу Людмили Івченкової. В її перекладі новелу друкували у видавництві «Дніпро» двічі: у восьмитомному зібранні творів Гі де Мопассана (1969—1972) і двотомному виданні вибраних творів письменника (1990).

## Сюжет
Жан Кердерен і Люк Ле Ганідек — солдати родом із бідного простолюду, яких чимало у французькій армії XIX століття. Хлопці були вихідцями з одного краю, туга за яким і зблизила їх у чужому середовищі. Кожної відпустки вони разом вибираються за місто, купуючи дорогою харчі й вино, у затишку узлісся відпочивають, а потім повертають назад, долаючи один й той самий місток. Ці мовчазні прогулянки однодумців прикрашає хіба що наймичка, яка доїть корову на пасовищі біля уподобаного ними узлісся. Одного разу дівчина наважується заговорити з солдатиками і пригощає їх молоком. Наступного тижня хлопці навзаєм пригощають її ласощами. З часом ніяковість зникає і хлопці залюбки спілкуються з дівчиною.
Одного разу Люк де Ганідек йде у відпустку сам, а під час наступної прогулянки з Жаном поводить себе якось схвильовано. В цей день наймичка поцілувала Люк, і Жан зрозумів, куди ходив його товариш наодинці. Хлопець та дівчина роблять одне одному невимушені знаки уваги, залишаючи Жана поза звичайним спілкуванням. На зворотньому шляху солдатики зупиняються на містку подивитися на річку, Жан перехиляється і падає у воду. Люк надарма гукає по допомогу, Жан потопає.

## Аналіз твору
Цю новелу Гі де Мопассана слід віднести до творів «психологічного» циклу. Сюжетна лінія оповіді дуже проста і не містить якихось відгалужень, натомість за звичайною історією солдатських буднів ховається непроста життєва ситуація. Обидва хлопці не просто товариші по службі, а справжні друзі зі схожими характерами, поглядами на життя і звичками, недарма зазвичай вони мовчать як люди, що розуміють одне одного без зайвих слів. Не дивно, що в їхніх серцях одночасно зростає кохання до однієї й тієї ж дівчини. Люк сміливіший, він перший наважується відкрити дівчині свої почуття під час побачення наодинці, вона винагороджує його взаємністю. Жан виношує своє кохання мовчки та від цього його сила тільки зростає. Письменник залишає відкритим питання стосовного того, чи впав Жан у річку випадково, чи зумисне втопився так, щоб ніхто нічого не запідозрив. Також неоднозначна й поведінка Люка: чи міг він допомогти товаришеві сам, не очікуючи марно на сторонню допомогу, і чи хотів він зробити це?